# Antiguo Ayuntamiento de Jerez de la Frontera
El edificio de la Antigua Casa del Cabildo, Cabildo Viejo o Antiguo Ayuntamiento se encuentra en el Barrio de San Dionisio de Jerez de la Frontera (Andalucía, España).
Está declarado como Bien de Interés Cultural, en la categoría de monumento, y así aparece publicado en el BOE en el año 1943.

## Origen
La edificación de este palacio responde a la pujanza del Cabildo jerezano, que durante el siglo XVI conoce un importante período de esplendor. Los antecedentes de este momento se encuentran en el siglo anterior, un siglo XV que marca el comienzo de una época próspera cuando se ve convertida en lugar de residencia de una numerosa y distinguida nobleza, y cuando además de la explotación ganadera exporta los frutos de la tierra, y especialmente el vino, no ya solo por Europa, sino que ahora además también por tierras americanas.
En este tiempo se levantan en la ciudad importantes edificios, tanto de tipo religioso como de tipo civil, ya sean éstos de iniciativa privada (algunos de sus grandes casas-palacios son de esta época), como pública.
A este último grupo pertenece esta casa del cabildo, antiguo consistorio, construido por los maestros mayores de la ciudad Andrés de Ribera, Diego Martín de Oliva y Bartolomé Sánchez, como rezan las inscripciones en su dintel central y tímpanos laterales.

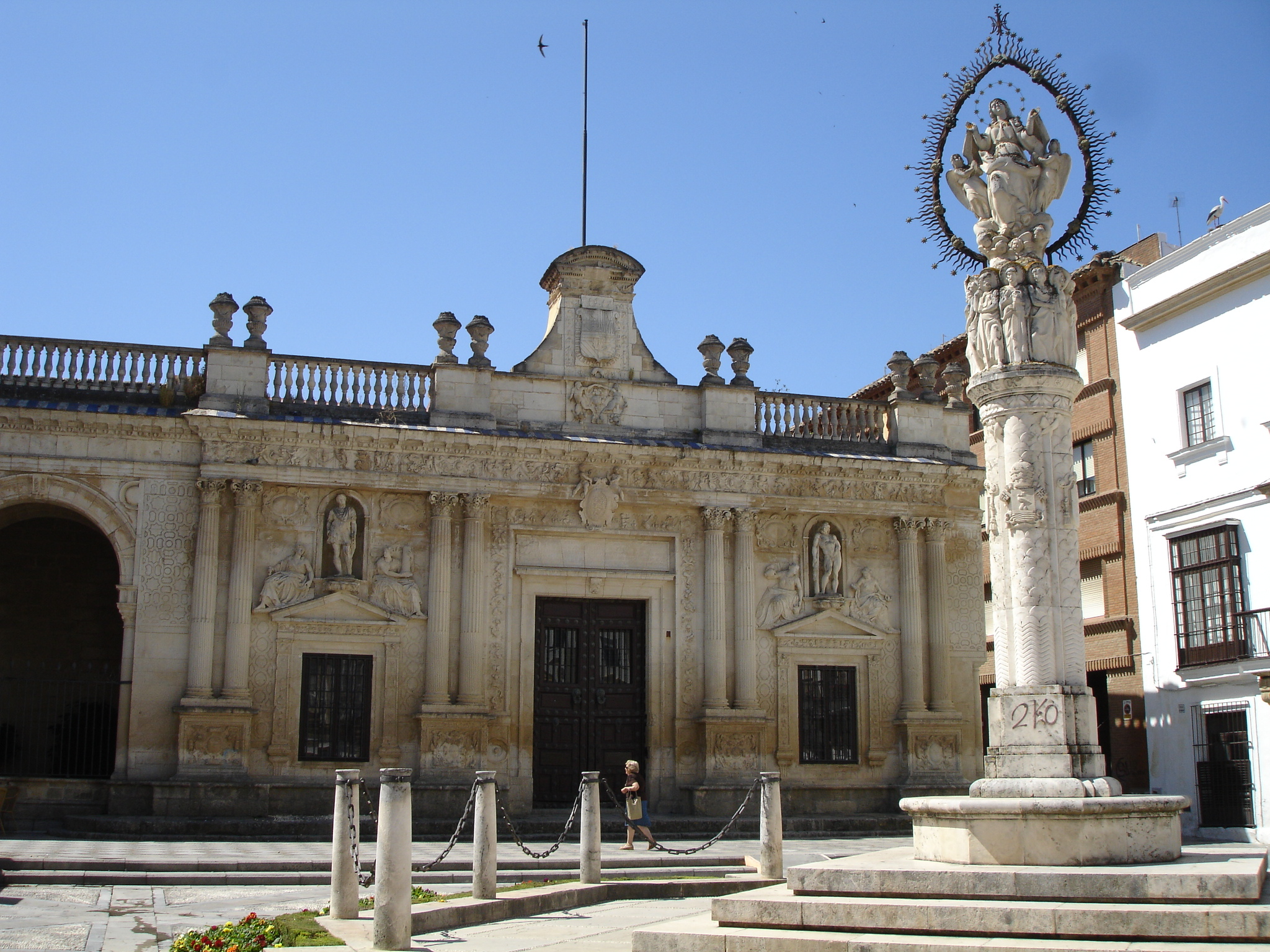
Antiguo consistorio

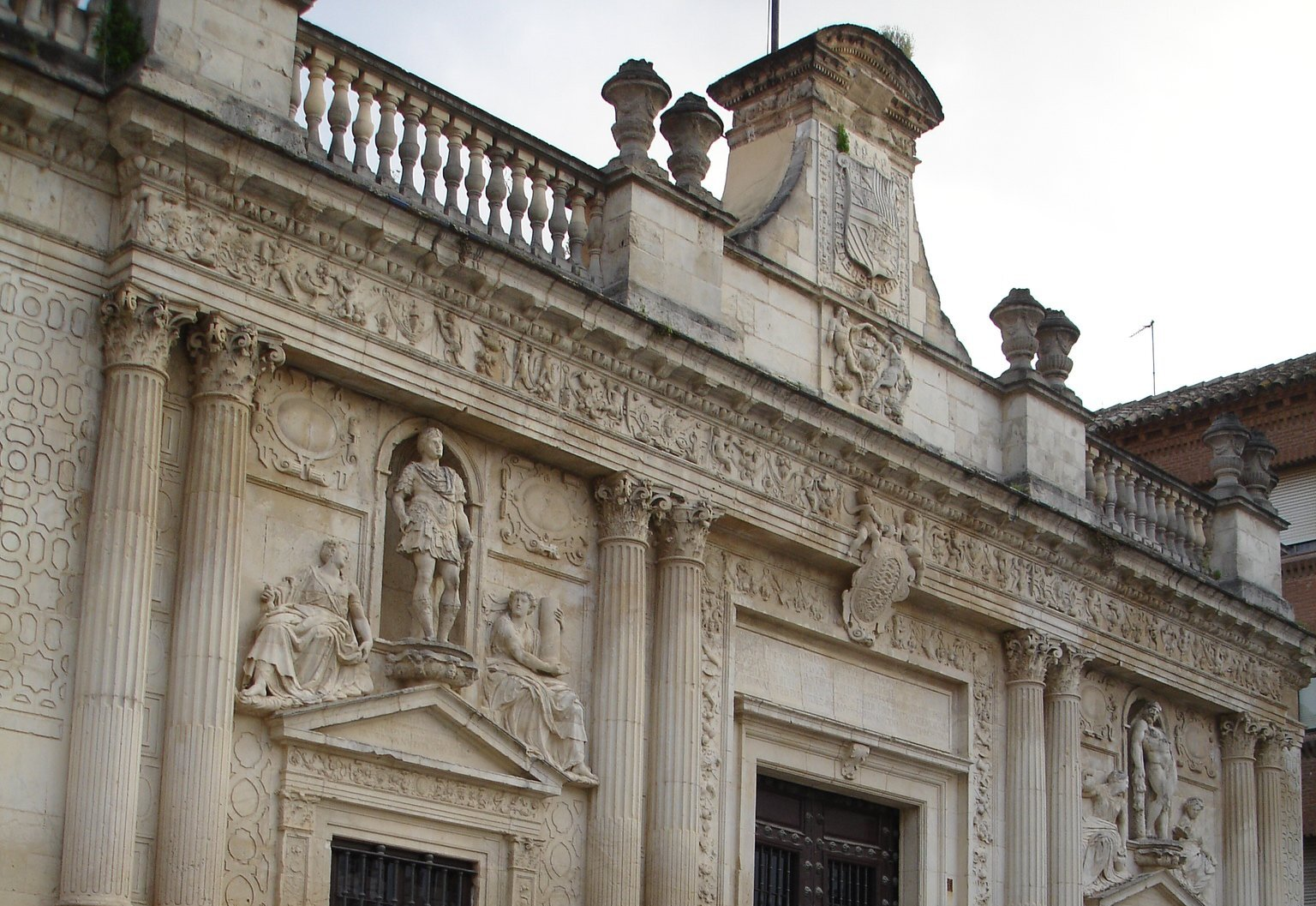
Detalle de la fachada

## Descripción
Levantado en el año 1575 durante el reinado de Felipe II, este es un noble edificio de tres fachadas, la principal a la Plaza de la Asunción, en una sola planta; y está compuesto por un cuerpo principal más otro contiguo que se prolonga como una logia abierta o galería porticada con tres elegantes arcos de medio punto y marcado estilo italianizante; ambos decorados con grutescos y motivos genuinamente renacentistas.
Con una estudiada composición arquitectónica y escultórica, la fachada del cuerpo principal tiene sus huecos rectos o adintelados flanqueados por órdenes corintios con frisos fragantemente decorados y frontones triangulares. Sobre ellos se apoyan las figuras de las cuatro Virtudes y se alzan estatuas clásicas de gran contenido simbólico y de poder, represantando a Hércules y Julio César.
Contrasta la gracilidad de la arquería abierta y apoyada sobre ligeras columnas de mármol blanco con la rotundidad de la fachada del cuerpo principal al que se adosa. Esta se presenta firmemente apoyada sobre gradas, articulada por semicolumnas corintias pareadas que se apoyan en pedestales únicos, y se acaba con una estudiada decoración y una balaustrada de piedra superior que se continúa sobre todo el conjunto de la fachada. 
La rotundidad planteada en el cuerpo principal se acentúa con la incorporación de pilastras rematadas por jarrones clásicos en la balaustrada cuyo eje se recrece con un alto ático central donde se ubican los escudos de la Casa Real y del Consistorio de Jerez.
Por su clasicismo y estética, este emblemático edificio civil representa una de las mejores muestras de la arquitectura renacentista, no solo en la ciudad, sino también en toda Andalucía.[cita requerida]

## En la actualidad

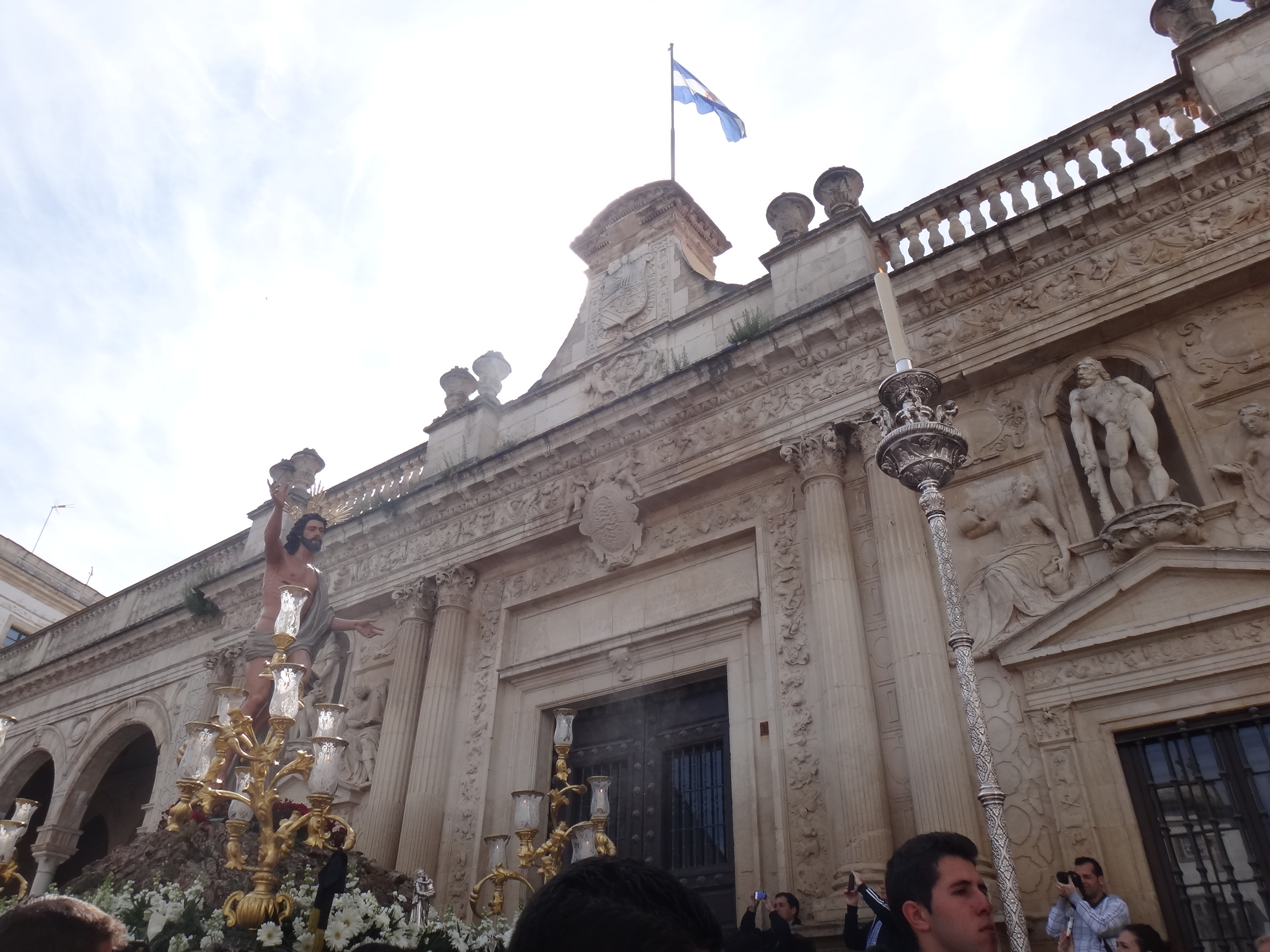
Procesión por el cabildo

Desde 1873 y hasta fecha reciente, el edificio acoge a la Biblioteca Municipal, cuya riqueza bibliográfica se cataloga en más de 40 000 volúmenes; y también al Museo Arqueológico, en cuyo interior se expone el famoso Casco del Guadalete, del siglo VII a. C., y los ídolos femeninos de la Edad del Bronce, entre otras piezas de gran valor.
En la actualidad, vuelve a acoger las instalaciones del ayuntamiento jerezano.